# Окислення
Окислення[джерело?], окиснення[джерело?] (англ. oxidation, нім. Oxydation f) — реакція окислювача із субстратом, наслідком якої є утворення кислот чи кислотних ангідридів. За іншим тлумачення, окислення — хімічний процес, під час якого елемент (або сполука) втрачає електрони, при цьому ступінь окислення її елементів підвищується (див. Окиснення). У початковому значенні термін застосовувався виключно до хімічних реакцій з утворенням кислот чи кислотних ангідридів, а гіпотетичний елемент, відповідальний за посилення кислотних властивостей, було названо «кисень». З часом, однак, термін поширився й на хімічні реакції, що відбувались без утворення кислот чи без участі кисню.

## Приклад
1. Синтез ізонікотинової кислоти:
4-С2Н5-С5Н4N →a→ 4-HOOC-C5H4N
де: KMnO4